# Кведа Сімонеті
Кведа Сімонеті (груз. ქვედა სიმონეთი) — село в Грузії.
За даними перепису населення 2014 року в селі проживає 2027 осіб.